# Jurij Degterëv
Jurij Vital'evič Degterëv (in russo Юрий Витальевич Дегтерёв?, in ucraino Юрій Віталійович Дегтерьов?, Jurij Vitalijovyč Dehter'ov; Stalino, 5 dicembre 1948 – Donetsk, 9 ottobre 2022) è stato un calciatore sovietico dal 1991 ucraino, di ruolo portiere.